# باسیرو دمبله
باسیرو دمبله (انگلیسی: Bassirou Dembélé؛ زادهٔ ۲۸ ژانویهٔ ۱۹۹۰) در شهر باماکو به دنیا آمده است . او بازیکن فوتبال و اهل مالی است.
از باشگاه‌هایی که در آن بازی کرده‌است می‌توان به باشگاه فوتبال انوسیس نئون پارالیمنی و باشگاه فوتبال اسلاویا پراگ اشاره کرد. باسیرو برادر بزرگتر عثمان دمبله است